# Pontage coronarien
Pour les articles homonymes, voir PAC et Pontage.

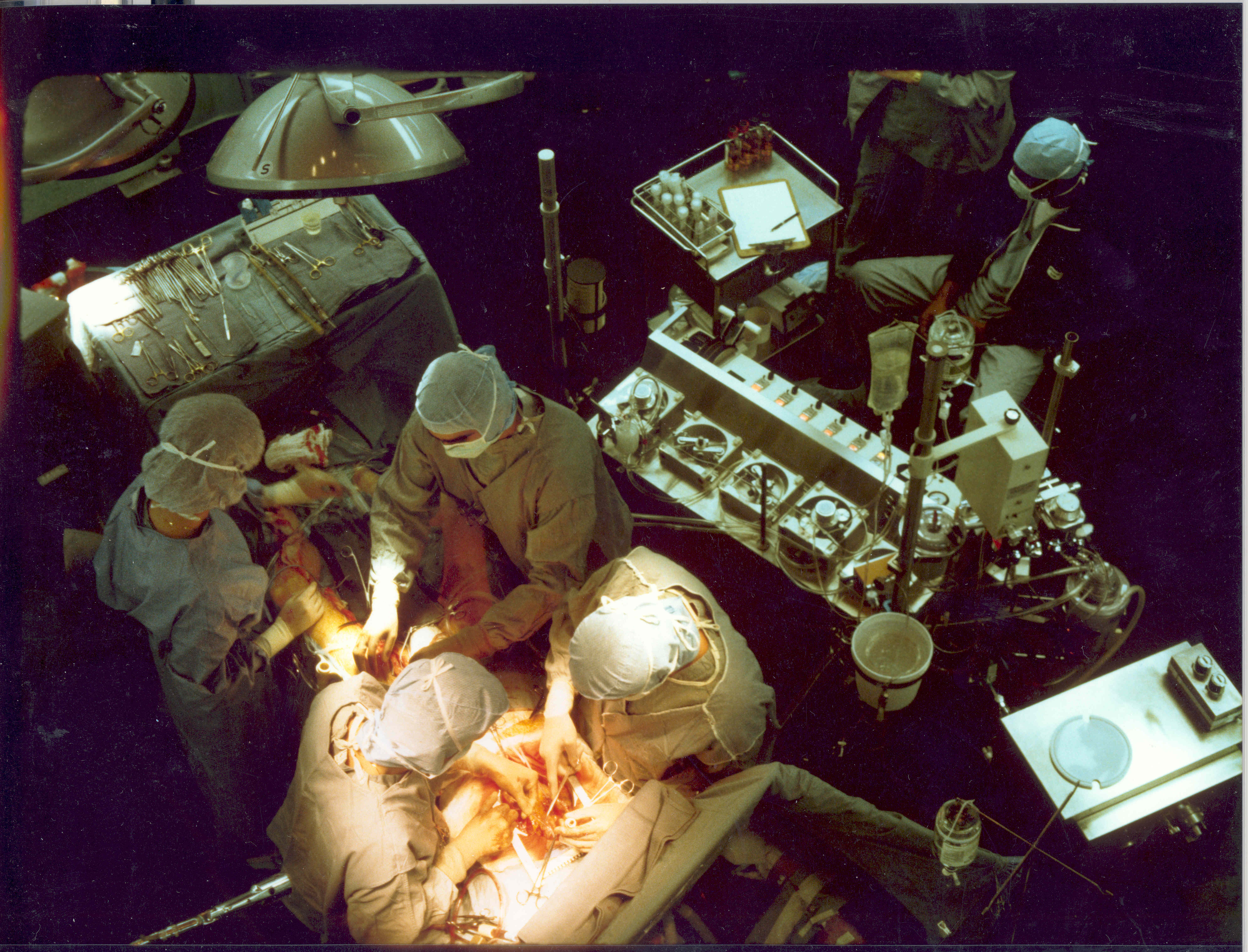

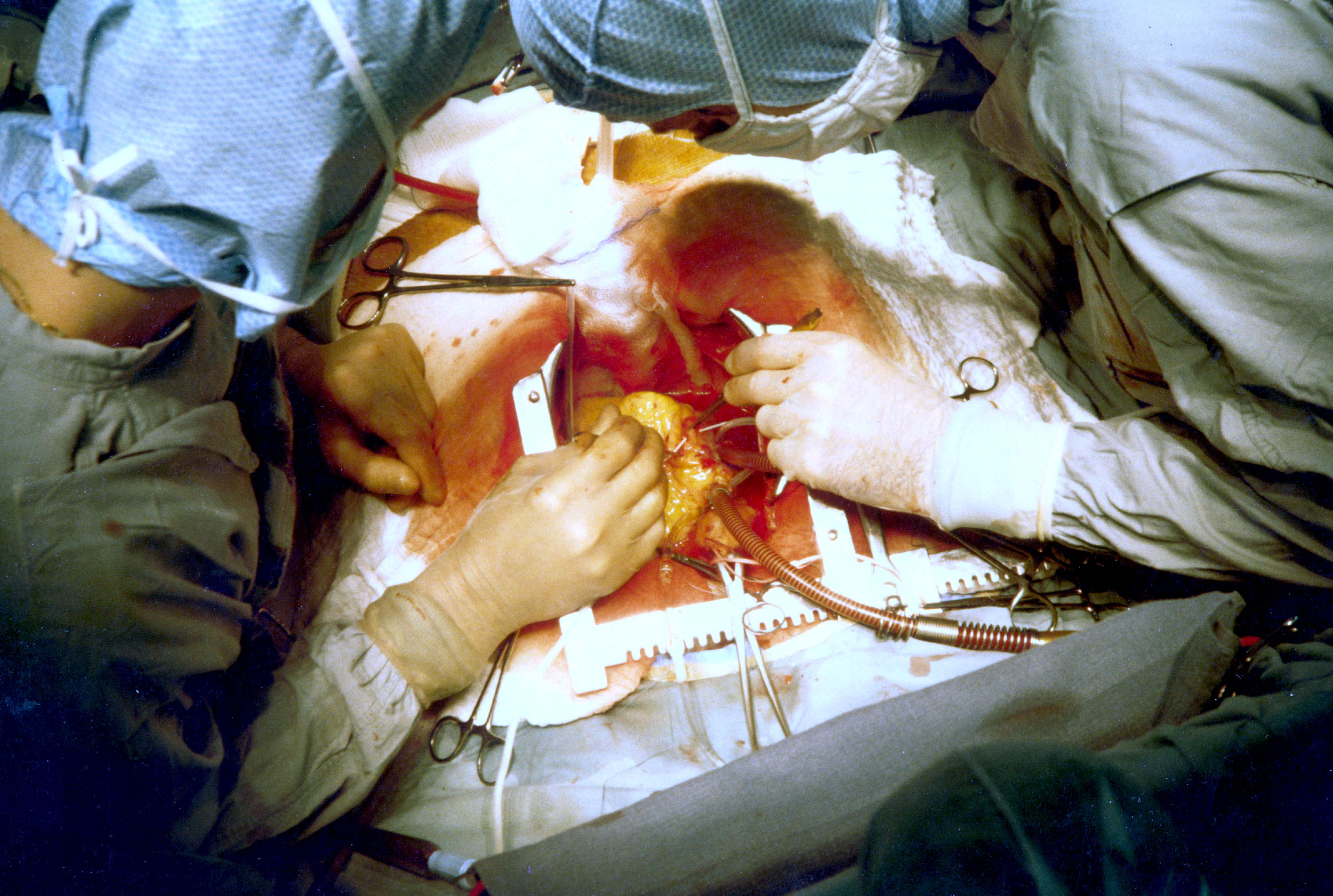

Le pontage coronarien appelé aussi pontage aorto-coronarien (PAC ou CABG en anglais pour coronary artery bypass graft surgery) est une technique de chirurgie cardiaque consistant à contourner une artère coronaire rétrécie ou obstruée en implantant un autre vaisseau en aval de cette dernière. Il s'agit d'un traitement en lien avec la maladie coronarienne.

## Anatomie et physiologie
Les artères coronaires sont des artères naissant au niveau de l'origine de l'aorte, juste au-dessus de la valve aortique. Elles circulent contre le cœur mais restent à l'extérieur de ce dernier. Elles sont donc visibles et accessibles sans manipulation spéciale par le chirurgien, sauf si elles se situent dans un sillon (artère circonflexe). Elles sont de petit calibre (2  à   3 mm de diamètre).
Elles peuvent être rétrécies par de l'athérome qui consiste essentiellement en des dépôts de lipides. Ce rétrécissement (appelé également sténose) peut être responsable d'une angine de poitrine. En cas d'occlusion de l'artère, un infarctus du myocarde se constitue.
Le diagnostic de sténose (rétrécissement) ou d'occlusion d'une artère coronaire se fait à l'aide d'une coronarographie.
Le traitement consiste en des médicaments pouvant être associée à une angioplastie de la coronaire ou à un pontage.

## Historique
Les premières interventions chirurgicales proposées, au début du XXe siècle, étaient une sympathectomie ou une ablation de la glande thyroïde.
Dès les années 1950, Vineberg utilise les artères mammaires en les implantant directement dans le muscle du ventricule droit (sans anastomose avec les artères coronaires). Cette procédure a été utilisée jusqu'au milieu des années 1970. Bailey fait, en 1957, la première endartériectomie coronarienne chez l'homme, consistant en l'ouverture de l'artère et au nettoyage de cette dernière. Le chirurgien argentin René Favaloro (1923-2000) effectue une dérivation avec la veine grande saphène de la jambe sur une femme de 51 ans en 1967.
Alexis Carrel tente ses premiers pontages chez l'animal dès 1910, sans beaucoup de succès. DeBakey en reprend l'idée en 1961 en employant un tube de dacron pour ses pontages expérimentaux et en démontre ainsi la faisabilité de l'intervention. L'utilisation d'une veine est faite pour la première fois chez l'animal en 1960 et chez l'homme en 1962, aboutissant cependant au décès rapide du malade. Le premier vrai succès opératoire a lieu en 1964, publié sept ans plus tard.
Les pontages par l'artère mammaire se développent à partir des années 1980 mais Robert H. Goetz effectue la première intervention de ce type dès 1960.
Ces pontages étaient faits uniquement au cours d'une circulation extracorporelle où le débit cardiaque était pris en charge par une pompe externe durant l'intervention, ce qui permettait d'arrêter le cœur durant un certain délai.
Les premiers pontages, faits à « cœur battant » (c'est-à-dire sans nécessité d'arrêter ce dernier et sans circulation extracorporelle), remontent à la fin des années 1990. Cette époque voit également les premières tentatives de pontages par « mini-thoracotomie » (équivalent de la cœlioscopie), qui se sont avérées peu concluantes.

## Principes généraux
Le pontage aorto-coronarien a fait l'objet de la publication de recommandations américaines quant à ses indications, sa réalisation et la prise en charge post opératoire, datant de 2011. La question des indications a été actualisée lors de recommandations américaines publiées en 2022.
Il s'agit d'une chirurgie cardiaque uniquement faite dans des centres spécialisés.
Une anesthésie générale est faite avec intubation orotrachéale.
La voie d'abord est une sternotomie médiane : l'incision est verticale, au milieu du sternum. Ce dernier est sectionné de bas en haut, les deux côtés étant ensuite écartés à l'aide d'écarteurs, exposant ainsi le cœur battant. Les sténoses ou occlusions restent invisibles pour le chirurgien, qui se base donc sur la coronarographie pour savoir l'endroit précis du pontage à effectuer.
L'endroit du pontage est soit immobilisé à l'aide d'un instrument qui plaque localement le muscle cardiaque grâce à un système de succion : il n'est donc pas besoin dans ce cas d'arrêter le cœur ni de recourir à une circulation extracorporelle (pontage à cœur battant), soit est réalisée une circulation extracorporelle permettant d'arrêter le cœur et de travailler en toute quiétude.
Le ou les pontages sont effectués par sutures sous loupes grossissantes opératoires. Des électrodes de stimulation cardiaque sont disposées généralement (et seront enlevées dans les jours suivants). Le sternum est refermé par des fils métalliques (visibles ultérieurement sur une radiographie du thorax) ; la peau est refermée ; un drainage médiastinal et si besoin, un (ou des) drainage pleural est mis en place. Le patient est alors transféré en service de réanimation pour son réveil.
La durée de l'intervention est le plus souvent entre deux et quatre heures, les pontages en eux-mêmes n'excédant guère une heure[réf. nécessaire].
La réalisation de pontages sans circulation extracorporelle n'a pas d'effet clairement démontré sur la mortalité et une morbidité par rapport à l'utilisation de cette dernière. Les résultats pourraient même être un peu moins bons à un an.
Suivant le type de vaisseaux utilisés, on parle de pontages veineux ou de pontages artériels.

### Pontage veineux
Dans ce type de pontage, on utilise une veine de la cuisse ou de la jambe (veine saphène interne) reliant l'aorte à la partie en aval de la zone lésée.
La veine est choisie uniquement en l'absence de dilatation excessive, ce qui peut être le cas lors de varices intéressant le tronc principal des veines saphènes mais pas celles des branches superficielles (cas les plus fréquents), notamment au niveau de la jambe qui peuvent donc être utilisées comme matériel de pontage,.

### Pontage artériel
Dans ce cas, on utilise les artères mammaires internes, collatérales des artères subclavières. Elles donnent de meilleurs résultats que les veines saphènes, mais leur utilisation nécessite un acte chirurgical un peu plus complexe. Ce type de pontage est fait en première intention.
Certaines équipes chirurgicales utilisent également l'artère radiale, plus rarement l'artère gastroépiploïque.

## Choix entre l'angioplastie et le pontage aorto-coronarien
Chaque technique a ses avantages et inconvénients et son choix doit être individualisé, idéalement après discussion entre le patient, le cardiologue qui pratique l'angioplastie et le chirurgien cardiaque.
La chirurgie semble donner de meilleurs résultats en cas :
- d'atteinte du tronc commun (coronaire principale)[15] ;
- de rétrécissement de plusieurs artères coronaires, particulièrement si les trois vaisseaux sont atteints[15] ;
- d'échec ou de récidives itératives de sténoses des artères coronaires malgré les angioplasties.

## Suivi des patients
La prise en charge des suites non compliquées des pontages a fait l'objet de recommandations par l' « American Heart Association » qui ont été publiés en 2015.
La mise sous antiagrégants plaquettaires (acide acétylsalicylique ou clopidogrel en cas d'intolérance au premier) doit être faite au long cours.
Le contrôle des facteurs de risque est impératif : un régime pauvre en lipides, l'arrêt du tabagisme, le traitement du diabète et une activité sportive sont fortement recommandés pour éviter les récidives. La mise sous statines est de règle, quel que soit le niveau initial du taux de cholestérol.
Les bêta-bloquants sont indiqués dans la cardiopathie ischémique. Ils permettent également de réduire le risque de survenue d'une fibrillation atriale en post-opératoire.
La réadaptation cardiaque en centre spécialisé permet une meilleure prise en charge des facteurs de risque, une rééducation à l'exercice physique. Elle permet de réduire le risque de survenue d'accidents cardiaques.

## Statistiques
Le nombre annuel de pontages a tendance à fortement diminuer.[pourquoi ?] Ainsi aux États-Unis, ce nombre a diminué de près de 40 % entre 2001 et 2008.